# يان براي
يان براي (بالإنجليزية: Ian Bray)‏ (6 ديسمبر 1962 في المملكة المتحدة - ) هو لاعب كرة قدم بريطاني في مركز الظهير. لعب مع نادي بيرنلي ونادي هيرفورد وهدرسفيلد تاون.